# اردنه‌دالای (دوندغوبی)
شهرستان اِردِنه‌دالای (به زبان مغولی: Эрдэнэдалай сум، [Erdenedalaj sum]؛ ᠡᠷᠳᠡᠨᠢ ᠳᠠᠯᠠᠢ ᠰᠤᠮᠤ، [erdeni dalai sumu]) یک شهرستان (سُوم) در مغولستان است که در استان دوندغوبی واقع شده‌است. اِردِنه‌دالای ۷٬۳۵۱ کیلومتر مربع مساحت دارد.

## تقسیمات اداری
شهرستان اِردِنه‌دالای متشکل از ۷ قصبه (باغ) می‌باشد، شامل:
- اونگُت (مغولی: Өнгөт баг، [Öngöt bag]؛ ᠥᠩᠭᠡᠲᠦ ᠪᠠᠭ، [öŋgetü baɣ])
- تِنگِلِگ (مغولی: Тэнгэлэг баг، [Tengeleg bag]؛ ᠲᠡᠩᠭᠡᠯᠢᠭ ᠪᠠᠭ، [teŋgelig baɣ])
- چابچیر (مغولی: Цавчир баг، [Cavčir bag]؛ ᠴᠠᠪᠴᠢᠷ ᠪᠠᠭ، [čabčir baɣ])
- چاغان‌اوبو (مغولی: Цагаан-Овоо баг، [Cagaan-Ovoo bag]؛ ᠴᠠᠭᠠᠨ ᠣᠪᠤᠭ᠎ᠠ ᠪᠠᠭ، [čaɣan obuɣ-a baɣ])
- راشانت (مغولی: Рашаант баг، [Rašaant bag]؛ ᠷᠠᠰᠢᠶ᠋ᠠᠨᠲᠤ ᠪᠠᠭ، [rašiyantu baɣ])
- سانگین دالای (مغولی: Сангийн далай баг، [Sangijn dalaj bag]؛ ᠰᠠᠩ ᠤ᠋ᠨ ᠳᠣᠭᠤᠳᠤ ᠪᠠᠭ، [saŋ-un toluɣai baɣ])
- سومین‌توف (مغولی: Сумын төв баг، [Sumyn töv bag]؛ ᠰᠤᠮᠤ ᠢᠢᠨ ᠲᠥᠪ ᠪᠠᠭ، [sumu-yin töb baɣ])